# Clifford Cocks

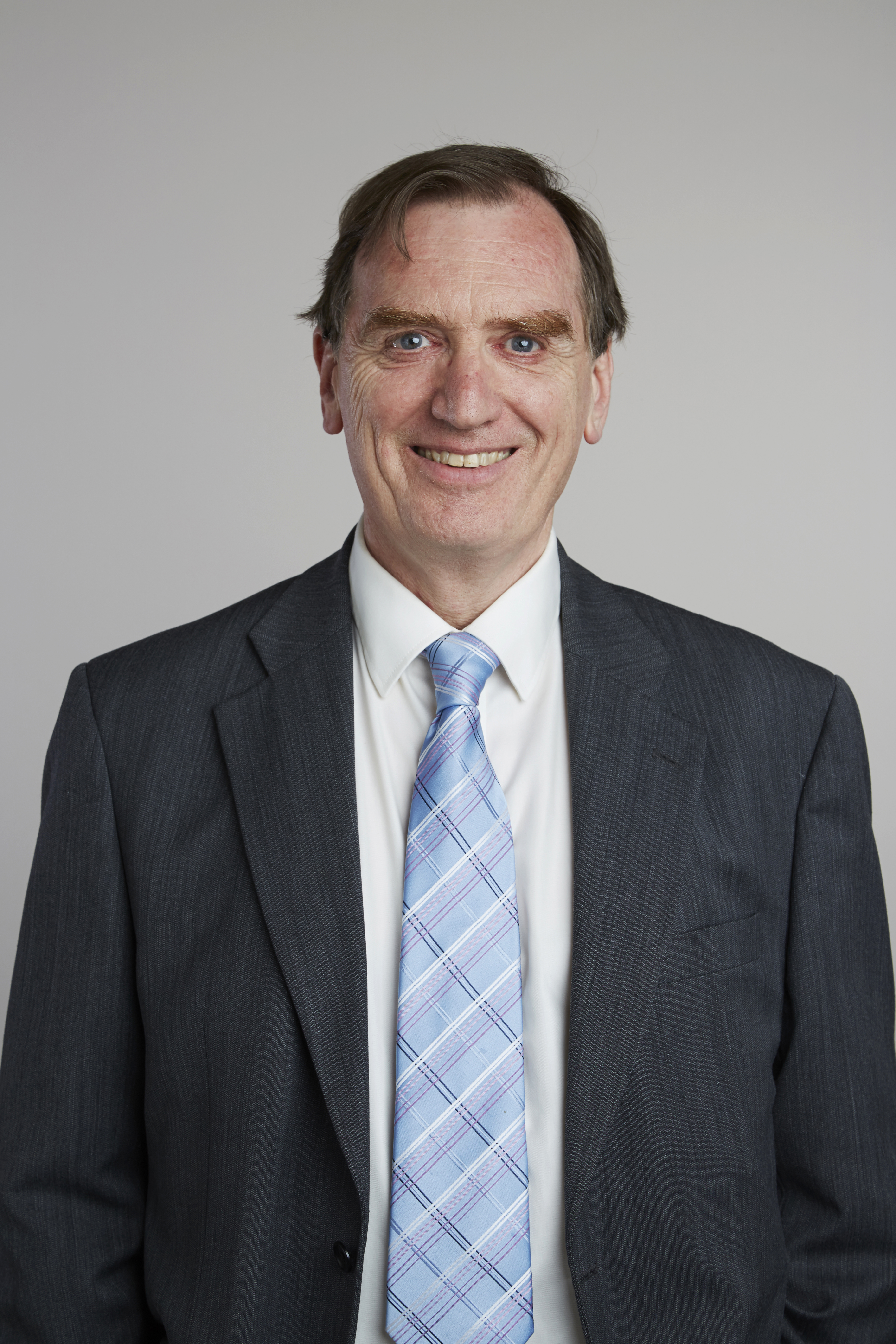

Clifford Christopher Cocks, CB, (* 28. Dezember 1950) ist ein britischer Mathematiker und Kryptograph am GCHQ. Er entdeckte den weit verbreiteten Verschlüsselungsalgorithmus, der nun unter dem Namen RSA bekannt ist, etwa drei Jahre bevor er unabhängig von Ronald Rivest, Adi Shamir und Leonard Adleman am MIT entwickelt wurde. Diese Errungenschaft wird ihm nicht allgemein anerkannt, da seine Arbeit per definitionem einer Geheimhaltungsstufe unterlag und deshalb damals nicht veröffentlicht wurde.

## Leben
Im Jahr 1968 gewann Cocks Silber bei der Internationalen Mathematik-Olympiade während seiner Zeit an der Manchester Grammar School. Anschließend studierte er Mathematik am King’s College in Cambridge und setzte sein Studium an der Universität Oxford fort, wo er sich in Zahlentheorie spezialisierte. Im September 1973 verließ er die Universität und trat dem CESG, einem Zweig des GCHQ, bei.
Am GCHQ erfuhr Cocks von dem von James H. Ellis in den späten 1960ern entwickelten Konzept der „nicht-geheimen Verschlüsselung“. Cocks entwickelte 1973 als erste Umsetzung dieses Konzeptes ein Verfahren, das später als RSA-Verschlüsselung bekannt wurde. Das GCHQ hatte zwar keine Verwendung für das Verfahren, stufte es aber als geheim ein. Es wurde erst nach seiner unabhängigen späteren Entdeckung und Veröffentlichung durch Ronald L. Rivest, Adi Shamir und Leonard Adleman 1977 bekannt. Cocks’ frühere Urheberschaft wurde erst 1997 offenbar.
2001 entwickelte Cocks eines der ersten sicheren ID-basierten Verschlüsselungsverfahren (IBE), ausgehend von Annahmen über quadratische Reste in Gruppen zusammengesetzter Ordnung. Das Verfahren ist aufgrund seiner im Verhältnis zur Nachricht langen Chiffrate in der Praxis nicht weit verbreitet. Es ist zurzeit eines der wenigen IBE-Verfahren, welches keine bilinearen Abbildungen verwendet und sich aus Sicherheitsgründen auf mehrere gut untersuchte mathematische Probleme verlässt.
2003 wurde Clifford Cocks Chefmathematiker des GCHQ. 2008 wurde er zum Companion des Order of the Bath ernannt (die Quelle beschreibt ihn als „Counsellor, Foreign and Commonwealth Office“), und erhielt einen Ehrentitel der Universität Bristol. 2015 wurde er in die Royal Society gewählt.

## Schriften
- Clifford Cocks, An Identity Based Encryption Scheme Based on Quadratic Residues., Cryptography and Coding, 8th IMA International Conference, 2001, S. 360–363.
- Clifford Cocks, Mathematics and Cryptography in  Timothy Gowers, June Barrow-Green, Imre Leader (Herausgeber): The Princeton Companion to Mathematics, Princeton University Press 2008